# Orgilus
Orgilus är ett släkte av steklar som beskrevs av Alexander Henry Haliday 1833. Orgilus ingår i familjen bracksteklar.

## Bildgalleri

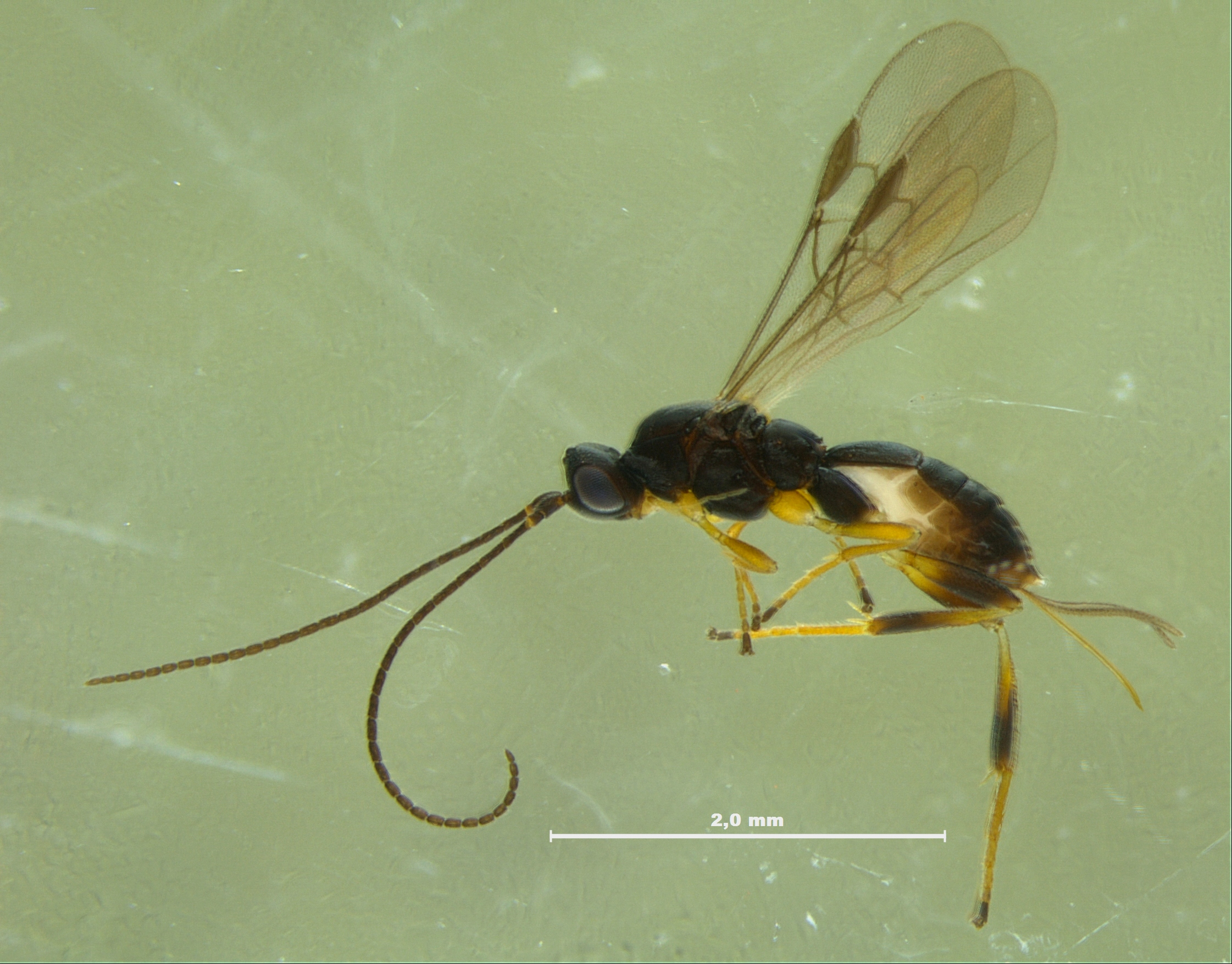

## Dottertaxa tillOrgilus, i alfabetisk ordning[1][2]
- Orgilus abbreviator
- Orgilus ablusus
- Orgilus absonus
- Orgilus achterbergi
- Orgilus affinis
- Orgilus agrestis
- Orgilus alacer
- Orgilus alboannulatus
- Orgilus albosignatus
- Orgilus amplissimus
- Orgilus anthracinus
- Orgilus anurus
- Orgilus apostolicus
- Orgilus arcticus
- Orgilus ashmeadii
- Orgilus asper
- Orgilus asperrimus
- Orgilus austroussuricus
- Orgilus balcanicus
- Orgilus balsameae
- Orgilus bifasciatus
- Orgilus boharti
- Orgilus bohayicus
- Orgilus brevicaudatus
- Orgilus brevicaudis
- Orgilus brevipalpis
- Orgilus buccatus
- Orgilus burksi
- Orgilus caballus
- Orgilus californicus
- Orgilus caliginosus
- Orgilus capeki
- Orgilus capsicola
- Orgilus caritus
- Orgilus caudatus
- Orgilus cerinus
- Orgilus chankaicus
- Orgilus cincticornis
- Orgilus cinctus
- Orgilus cingulatus
- Orgilus citus
- Orgilus claripennis
- Orgilus clivicola
- Orgilus cognatus
- Orgilus coleophorae
- Orgilus coloradensis
- Orgilus columbianus
- Orgilus compactus
- Orgilus comptanae
- Orgilus conflictanae
- Orgilus consuetus
- Orgilus coracinus
- Orgilus coreanus
- Orgilus coriaceus
- Orgilus coxalis
- Orgilus cretus
- Orgilus cristatus
- Orgilus cunctus
- Orgilus cuneatus
- Orgilus detectiformis
- Orgilus detectus
- Orgilus dilleri
- Orgilus dioryctriae
- Orgilus discrepans
- Orgilus discretus
- Orgilus disparilis
- Orgilus dissidens
- Orgilus distinguendus
- Orgilus dolosus
- Orgilus dorni
- Orgilus dovnari
- Orgilus dreisbachi
- Orgilus dubius
- Orgilus ejuncidus
- Orgilus elasmopalpi
- Orgilus elongatus
- Orgilus eous
- Orgilus erythropus
- Orgilus excellens
- Orgilus exilis
- Orgilus facialis
- Orgilus fallax
- Orgilus femoralis
- Orgilus ferus
- Orgilus festivus
- Orgilus fictus
- Orgilus fischerianus
- Orgilus fisheri
- Orgilus frigidus
- Orgilus fulgens
- Orgilus fulvus
- Orgilus galbinus
- Orgilus gauldi
- Orgilus geijskesi
- Orgilus gelechiae
- Orgilus gelechiaevora
- Orgilus genalis
- Orgilus glabratus
- Orgilus glacialis
- Orgilus gossypii
- Orgilus gracilis
- Orgilus gramineus
- Orgilus grandior
- Orgilus grapholithae
- Orgilus grunini
- Orgilus haeselbarthi
- Orgilus hofferi
- Orgilus huddlestoni
- Orgilus hungaricus
- Orgilus hyalinus
- Orgilus hybridus
- Orgilus ibericus
- Orgilus imitator
- Orgilus immarginatus
- Orgilus impiger
- Orgilus improcerus
- Orgilus indagator
- Orgilus infrequens
- Orgilus infumatus
- Orgilus inopinus
- Orgilus insularis
- Orgilus interjectus
- Orgilus intermedius
- Orgilus invictus
- Orgilus iphigeniae
- Orgilus ischnus
- Orgilus jennieae
- Orgilus kaszabi
- Orgilus kumatai
- Orgilus kurentzovi
- Orgilus laeviventris
- Orgilus lateralis
- Orgilus lautus
- Orgilus leleji
- Orgilus lepidus
- Orgilus leptocephalus
- Orgilus levis
- Orgilus lini
- Orgilus lissus
- Orgilus longiceps
- Orgilus longicornis
- Orgilus lucidus
- Orgilus luctuosus
- Orgilus lunaris
- Orgilus macrurus
- Orgilus maculiventris
- Orgilus magadanicus
- Orgilus medicaginis
- Orgilus mediterraneus
- Orgilus meifengensis
- Orgilus melissopi
- Orgilus mellipes
- Orgilus meyeri
- Orgilus mimicus
- Orgilus minor
- Orgilus minutus
- Orgilus moczari
- Orgilus modicus
- Orgilus moldavicus
- Orgilus momphae
- Orgilus mongolicus
- Orgilus monticola
- Orgilus morulus
- Orgilus muesebecki
- Orgilus mundus
- Orgilus neotropicus
- Orgilus nepalensis
- Orgilus niger
- Orgilus nigripennis
- Orgilus nigromaculatus
- Orgilus nitidiceps
- Orgilus nitidior
- Orgilus nitidus
- Orgilus notabilis
- Orgilus obesus
- Orgilus obscurator
- Orgilus oehlkei
- Orgilus opacus
- Orgilus oregonensis
- Orgilus ortrudae
- Orgilus pappianus
- Orgilus parallelus
- Orgilus parcus
- Orgilus parvipennis
- Orgilus patzaki
- Orgilus pedalis
- Orgilus perplexus
- Orgilus persimilis
- Orgilus pimpinellae
- Orgilus planus
- Orgilus podus
- Orgilus politus
- Orgilus ponticus
- Orgilus pratensis
- Orgilus priesneri
- Orgilus prolixus
- Orgilus proprius
- Orgilus pulcher
- Orgilus pumilus
- Orgilus punctatus
- Orgilus punctiventris
- Orgilus punctulator
- Orgilus pusillus
- Orgilus quadricolor
- Orgilus radialis
- Orgilus rarus
- Orgilus rasilis
- Orgilus reclinatus
- Orgilus resplendens
- Orgilus rostratus
- Orgilus rubrator
- Orgilus rubriceps
- Orgilus rudolphae
- Orgilus rufigaster
- Orgilus rugosus
- Orgilus saponariellae
- Orgilus setosus
- Orgilus seyrigi
- Orgilus sharkeyi
- Orgilus similis
- Orgilus simillimus
- Orgilus simulator
- Orgilus solidus
- Orgilus spasskensis
- Orgilus sticticus
- Orgilus striatus
- Orgilus strigosus
- Orgilus sudzuchae
- Orgilus sumatranus
- Orgilus swezeyi
- Orgilus szelenyii
- Orgilus taiwanensis
- Orgilus temporalis
- Orgilus tenuis
- Orgilus tersus
- Orgilus thomsoni
- Orgilus tibialis
- Orgilus tobiasi
- Orgilus transversus
- Orgilus tristis
- Orgilus turgus
- Orgilus turkmenus
- Orgilus utahensis
- Orgilus validus
- Orgilus walleyi
- Orgilus vallis
- Orgilus vasici
- Orgilus westermanni
- Orgilus viduus
- Orgilus woldai
- Orgilus zonalis
- Orgilus zuluanus